# Thank You :)
Thank You :) è il secondo singolo estratto dall'album 4Minute World.
La canzone, registrata nel 2014, è stata scritta da HyunA e So-Hyun.

## Il brano
Il 18 giugno 2014, viene pubblicato il video sul canale YouTube del gruppo.
Il brano è stato pubblicato per festeggiare i loro cinque anni di carriera.

## Video
il 18 giugno su YouTube è stato pubblicato il video che mostra le cinque ragazze a Barcellona per il loro showcase europeo.

## Classifiche
| Classifica                 | Posizione massima |
| -------------------------- | ----------------- |
| Gaon Digital chart         | 6                 |
| Gaon Streaming chart       | 7                 |
| Gaon Download chart        | 17                |
| Gaon BGM chart             | 222               |
| Gaon Mobile Ringtone chart | 142               |